# Micronecta griseola
Micronecta griseola Horváth, 1899 è una specie di insetto acquatico eterottero della famiglia Corixidae, rinvenuto in Europa nella penisola scandinava e, più recentemente, in Russia, estendendo il suo areale fino alla regione montuosa degli Urali centrali.
Secondo quanto redatto nel 2010, per la Lista rossa svedese, la specie è considerata vulnerabile in Svezia. L'habitat della specie è costituito da zone umide, laghi e ruscelli e paesaggi agricoli.